# Hancock (hrabstwo Waushara)
Hancock – wieś w Stanach Zjednoczonych, w stanie Wisconsin, w hrabstwie Waushara.